# Apanteles morrisi
Apanteles morrisi är en stekelart som beskrevs av Mason 1974. Apanteles morrisi ingår i släktet Apanteles och familjen bracksteklar. Inga underarter finns listade i Catalogue of Life.